# Gabriel Pascal
Gabriel Pascal (* 4. Juni 1891 in Arad, Österreich-Ungarn, heute Rumänien; † 6. Juli 1954, New York, USA) war ein ungarischer Produzent, Regisseur, Drehbuchautor und Schauspieler, der sich besonders durch Verfilmungen von Werken George Bernard Shaws einen Namen machte.

## Werdegang
Nach Darstellung seiner Frau Valerie Pascal hatte Pascal keine genaue Kenntnis seiner Herkunft, sondern konnte sich nur daran erinnern, ohne Familie, zeitweise unter „Zigeunern“ aufgewachsen zu sein, nachdem er als kleines Kind aus einem brennenden Haus fortgebracht worden war. Die einzige Erinnerung an seine Eltern war demnach die Stimme einer Frau, die während des Brandes „Rettet Gabor“ gerufen habe, außerdem erinnerte er sich, dass er nach seiner Zeit bei den Zigeunern in ein Haus gebracht und ihm dort eine Frau als seine Mutter vorgestellt worden sei, die dies ihm gegenüber jedoch verneint habe.
Von einem nach Darstellung Valeries „mysteriösen Jesuiten“ wurde er mit siebzehn Jahren in eine Militärschule im ungarischen Holics untergebracht, diese soll er wegen mangelnder Neigung und Eignung zum Militärberuf wieder verlassen haben, um stattdessen Schauspielunterricht zu nehmen, so zuerst in Hamburg, wo er sich den Namen Gabriel Pascal als Künstlernamen beigelegt habe, und dann in Wien, wo er angeblich am Burgtheater ausgebildet wurde.
Am Ersten Weltkrieg soll er als Kavallerieoffizier in einem Husarenregiment teilgenommen, sich dann in Berlin vergeblich um Arbeit als Schauspieler bemüht und mithilfe des genannten Jesuiten schließlich eine Akademie für Landwirtschaft in Kopenhagen besucht haben. Während dieser Zeit wurde er angeblich von einem Filmteam mit Asta Nielsen und ihrem Ehemann Urban Gad für den Stummfilm entdeckt, blieb zunächst bei diesem Team und arbeitete anschließend als Regisseur, Schauspieler und Produzent in Italien. Im April 1928 gründete er in Berlin gemeinsam mit dem Verleger Serge Freiherr von Ompteda die G. P. Films GmbH und beteiligte sich als Co-Produzent an Verfilmungen von Bühnenwerken und literarischen Stoffen. Die Camera Filmproduktions-Gesellschaft m.b.H. gründete er mit Regisseur Robert Wiene im November 1931.
Bei einem Aufenthalt an der französischen Riviera will er durch eine Zufallsbegegnung dann erstmals mit George Bernard Shaw bekannt geworden sein, den er dann später in London dazu überreden konnte, trotz schlechter Erfahrungen mit vorausgegangenen Filmprojekten noch einmal der Verfilmung eines seiner Stücke zuzustimmen und sich daran sogar als Drehbuchautor zu beteiligen. Das Ergebnis, die Verfilmung Pygmalion: Der Roman eines Blumenmädchens (1938), der weitere, minder erfolgreiche Verfilmungen unter Mitarbeit Shaws folgten (Major Barbara, 1941; Caesar and Cleopatra, 1945), begründete den Ruhm Pascals im internationalen Film, und der Briefwechsel, der in der langen Zusammenarbeit mit Shaw von der Zeit des ersten Vertragsabschlusses 1935 bis zu Shaws Tod 1950 entstand, ist ein wichtiges Dokument für die Shaw-Forschung geblieben, weil Shaw dort ausführlich, wie sonst nur in dem Briefwechsel mit seinem österreichischen Übersetzer Siegfried Trebitsch, Einblicke in seine literarischen Intentionen und in seine Auffassung der Charaktere seiner Stücke gewährt.

## Filmografie
- 1929: Narkose (Co-Produzent)
- 1931: Der Hauptmann von Köpenick (Co-Produzent)
- 1932: Unheimliche Geschichten (Co-Produzent)
- 1932: Gräfin Mariza (Co-Produzent)
- 1932: Friederike (Co-Produzent)
- 1933: Die Blume von Hawai (Co-Produzent)
- 1933: Polizeiakte 909 (Taifun) (Produzent)
- 1936: Reasonable Doubt (Produzent)
- 1936: Cafe Mascot (Produzent)
- 1938: Pygmalion: Der Roman eines Blumenmädchens (Pygmalion) (Produzent)
- 1941: Major Barbara (Produzent, Regisseur, Drehbuchautor, Moderator)
- 1945: Caesar und Cleopatra (Caesar and Cleopatra) (Regisseur, Produzent)
- 1952: Androkles und der Löwe (Androcles and the Lion) (Produzent)